# Psiadia madagascariensis
Psiadia madagascariensis là một loài thực vật có hoa trong họ Cúc. Loài này được (Lam.) DC. miêu tả khoa học đầu tiên năm 1836.